# Joseph Roques
Pour les articles homonymes, voir Roques et Joseph Roques (homonymie).
Joseph Roques, né le 4 août 1757 à Toulouse où il est mort le 27 décembre 1847, est un peintre français.

## Biographie
D'origine modeste, Joseph Roques entre très jeune dans l'atelier du peintre toulousain Jean-Baptiste Despax. En même temps, il fréquente l'Académie royale de peinture, sculpture et architecture de Toulouse. Il passe ensuite dans l'atelier de Pierre Rivalz. En 1772, il commence à exposer des copies d'œuvres d'Antoine Rivalz et de Pierre Subleyras, ainsi qu'un portrait. En 1778, il remporte le Grand Prix de l'Académie avec Le meurtre de Philippe, père d'Alexandre le Grand. En 1779, il commence un séjour à Rome, où il rencontre Joseph-Marie Vien, directeur de l'Académie de France à Rome, qui l'accueille favorablement, puis Jacques-Louis David, par leur ami commun, le sculpteur toulousain Bernard Lange. En 1781, il envoie à l'Académie royale de peinture, sculpture et architecture de Toulouse Le tombeau d'Amyntas, où se révèlent les influences de Poussin. En 1782, de retour à Toulouse, il ouvre son propre atelier. Le 27 décembre 1783, il est nommé directeur de l'Académie de Montpellier, en remplacement de Jacques Gamelin. Dans sa production de cette époque, se détache le saisissant portrait d'Anne Raulet, veuve Gastambide, où apparaît la sincérité et l'humanité du portrait de « petites gens » jusque-là voués au « pittoresque ». En 1786, à la mort de Pierre Rivalz, il retourne définitivement à Toulouse. Il produit beaucoup de portraits, des scènes de genre dans la manière de Greuze. La Révolution lui fournit des sujets comme, en 1790, La Fête de la Fédération, en 1793 La mort de Marat, en 1796 La fin de la Montagne. Il reçoit le jeune Dominique Ingres, alors élève de l'Académie royale de peinture, sculpture et architecture de Toulouse. Après 1800, Roques rejoint les vues de David, ce qui se manifeste par sa Nativité de la Vierge à la basilique de la Daurade. Il devient le premier représentant du néo-clacissisme à Toulouse. Il envoie d'ailleurs à David ses élèves qui souhaitent poursuivre leur formation.
Il meurt à son domicile, 31 rue des Filatiers.

## Famille
Joseph Roques demeure le peintre de Toulouse le plus important sous l'Empire et la Restauration. Il meurt en 1847, à un âge très avancé.
Son fils Guillaume Roques (1778-1848) sera aussi peintre, né et mort à Toulouse, élève de Jacques-Louis David. Son œuvre est mal connue. On connaît deux tableaux de lui :
- Saint François-Solan évangélisant les indiens (1833), conservé dans la cathédrale Notre-Dame-de-l'Assomption de Montauban[4],
- Portrait de Jeanne Françoise Criq, femme Lussan, se trouvant à l'hôtel de ville de Blagnac[5],
- La pêche miraculeuse signée G. Roques (1820) se trouvant dans l'ancienne abbatiale Saint-Volusien de Foix pourrait être de lui.

Son neveu Charles Brocas fut également artiste.

## Œuvres
Œuvres de Joseph Roques conservées à Toulouse
Au musée des Augustins :
- Portrait d'Anne Raulet, veuve Gastambide
- Autoportrait jeune, 1783
- La Rose et le Bouton (portrait de Marie Guignon), vers 1788
- Marie Guignon dite Mademoiselle Lescot, vers 1790
- La Mort de Marat, 1793
- Nativité de la Vierge, 1810
- Portrait de l'artiste par lui-même dessinant le portrait de Louis XVIII le désiré, 1815-1817
- La mission de 1819 dans la cathédrale Saint-Etienne 1819
- Présentation de la Vierge, 1821
- Bergers de la vallée de Campan, 1835

Au musée du Vieux Toulouse :
- Marie-Thérèse-Éléonore Guignon, dite Mademoiselle Lescot, vers 1790
- La Mission de 1819 dans la cathédrale Saint-Étienne, 1819
- L'Intérieur de la chapelle de l'Inquisition, 1822

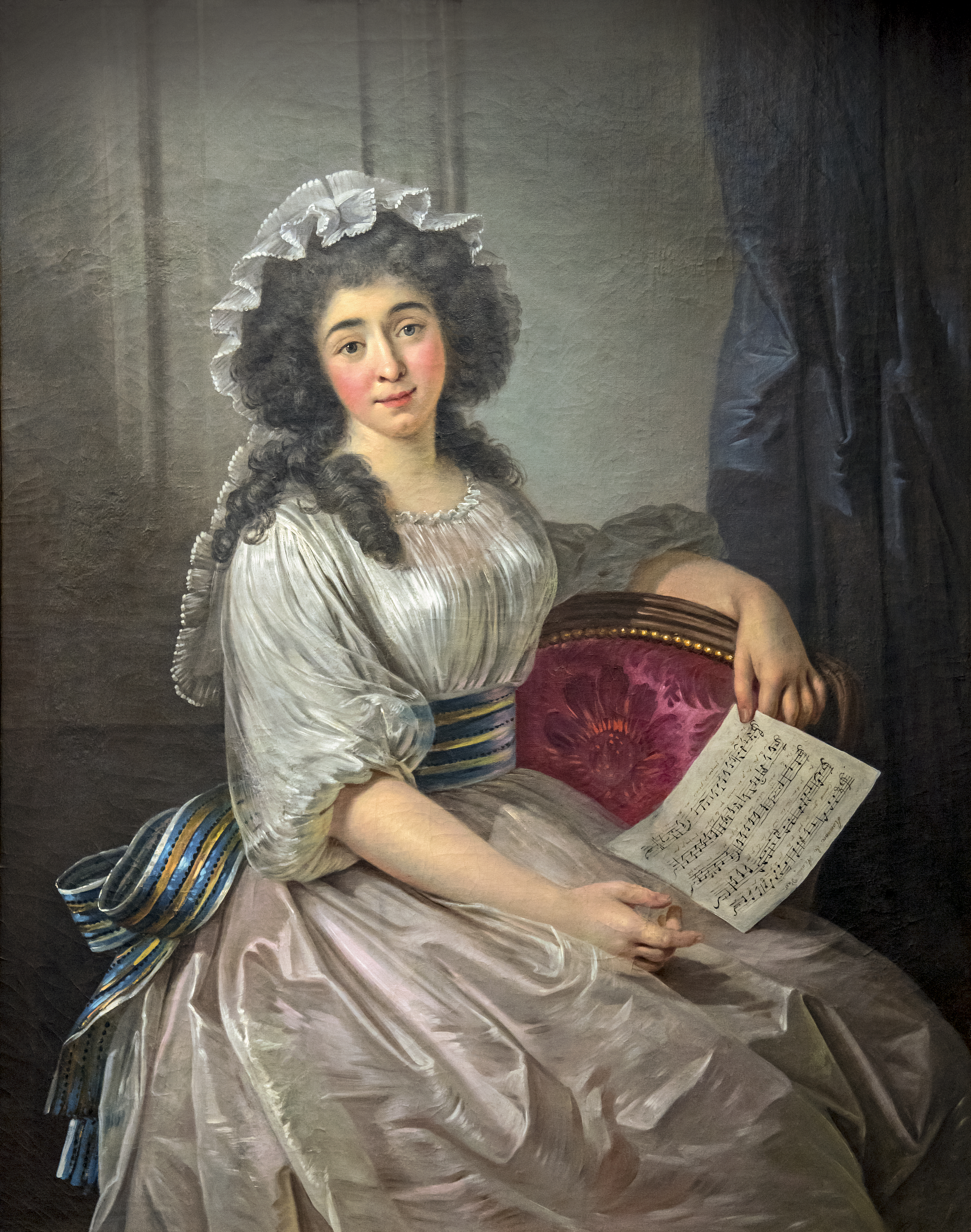
Marie Guignon dite Mademoiselle Lescot (vers 1790), musée du Vieux Toulouse.
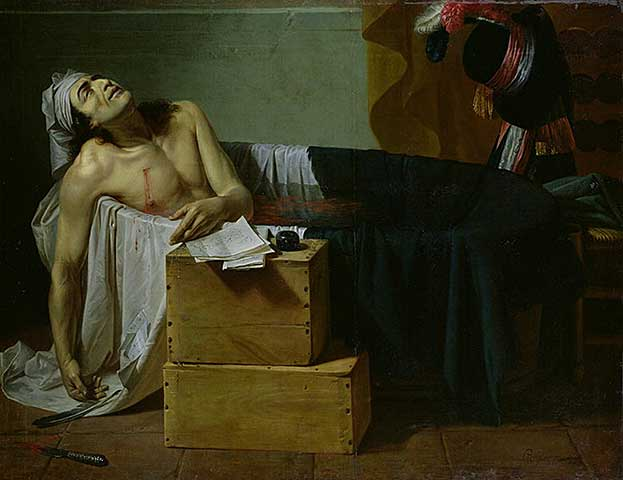
La Mort de Marat (1793), musée des Augustins de Toulouse.
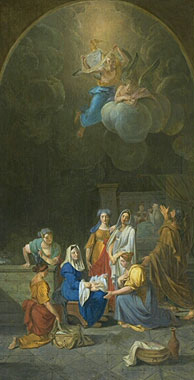
Nativité de la Vierge (1810), musée des Augustins de Toulouse.
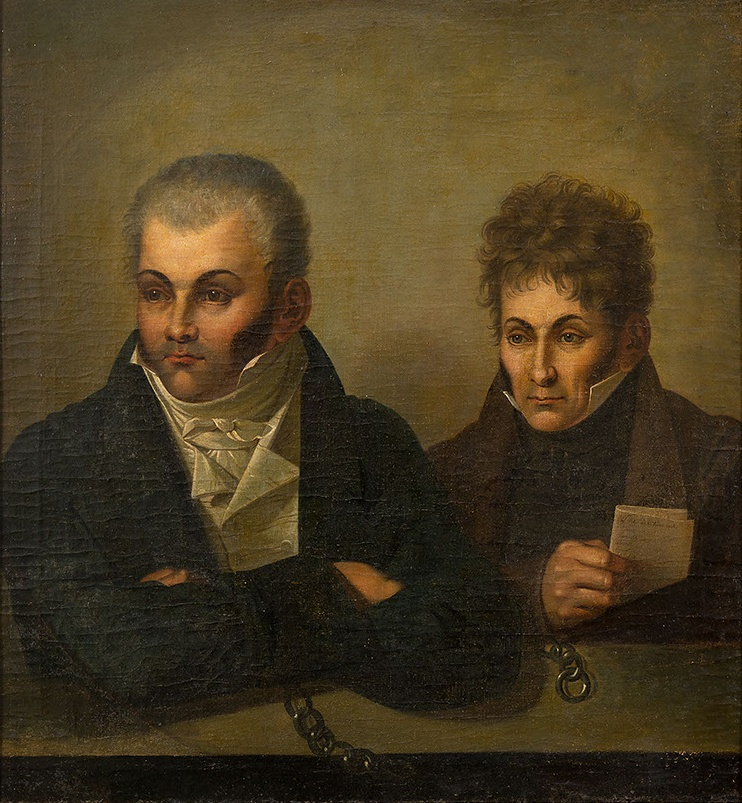
Bastide et Jausion, accusés dans l'affaire Fualdès, 1818, collection privée
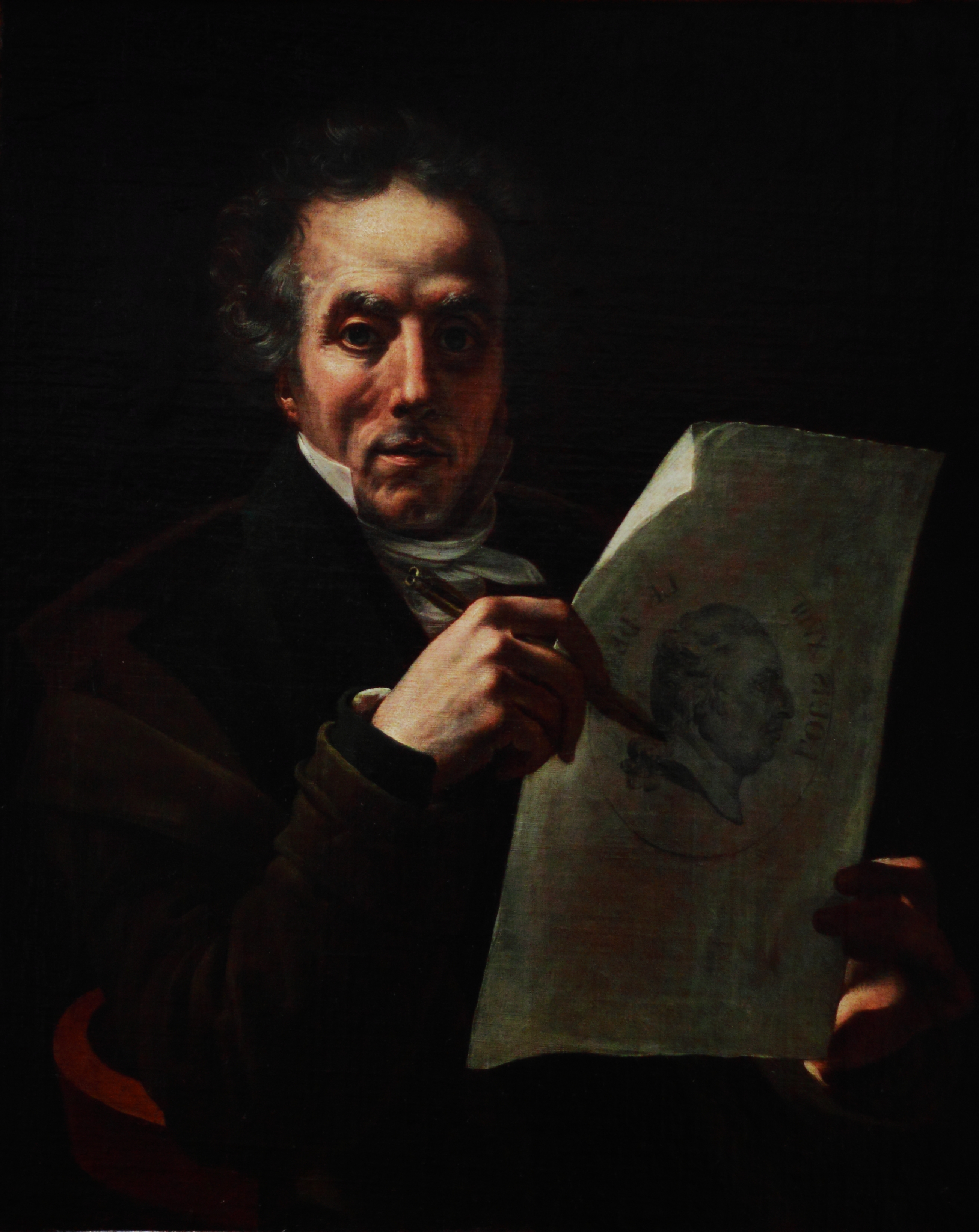
Portrait de l'artiste par lui-même dessinant le portrait de Louis XVIII le désiré (1815-1817), musée des Augustins de Toulouse.
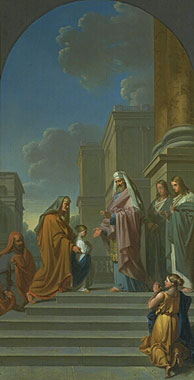
Présentation de la Vierge (1821), musée des Augustins de Toulouse.
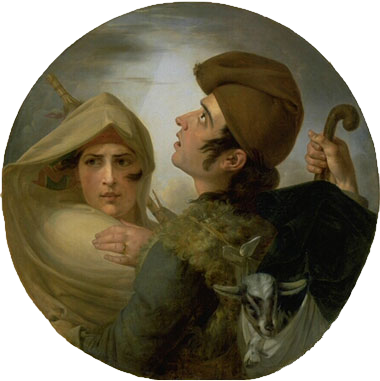
Bergers de la vallée de Campan (1835), musée des Augustins de Toulouse.
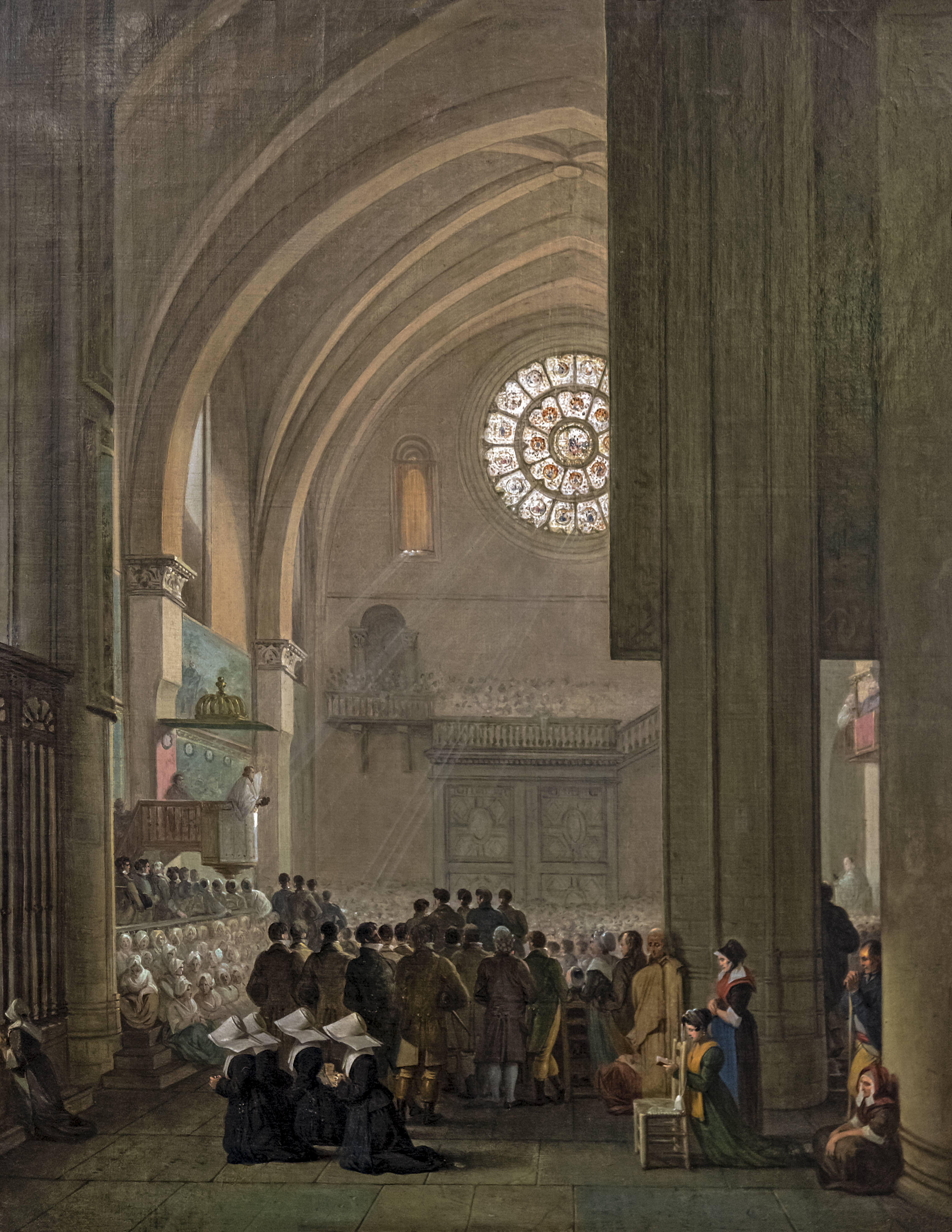
La mission de 1819 dans la cathédrale Saint-Étienne, musée du Vieux Toulouse.
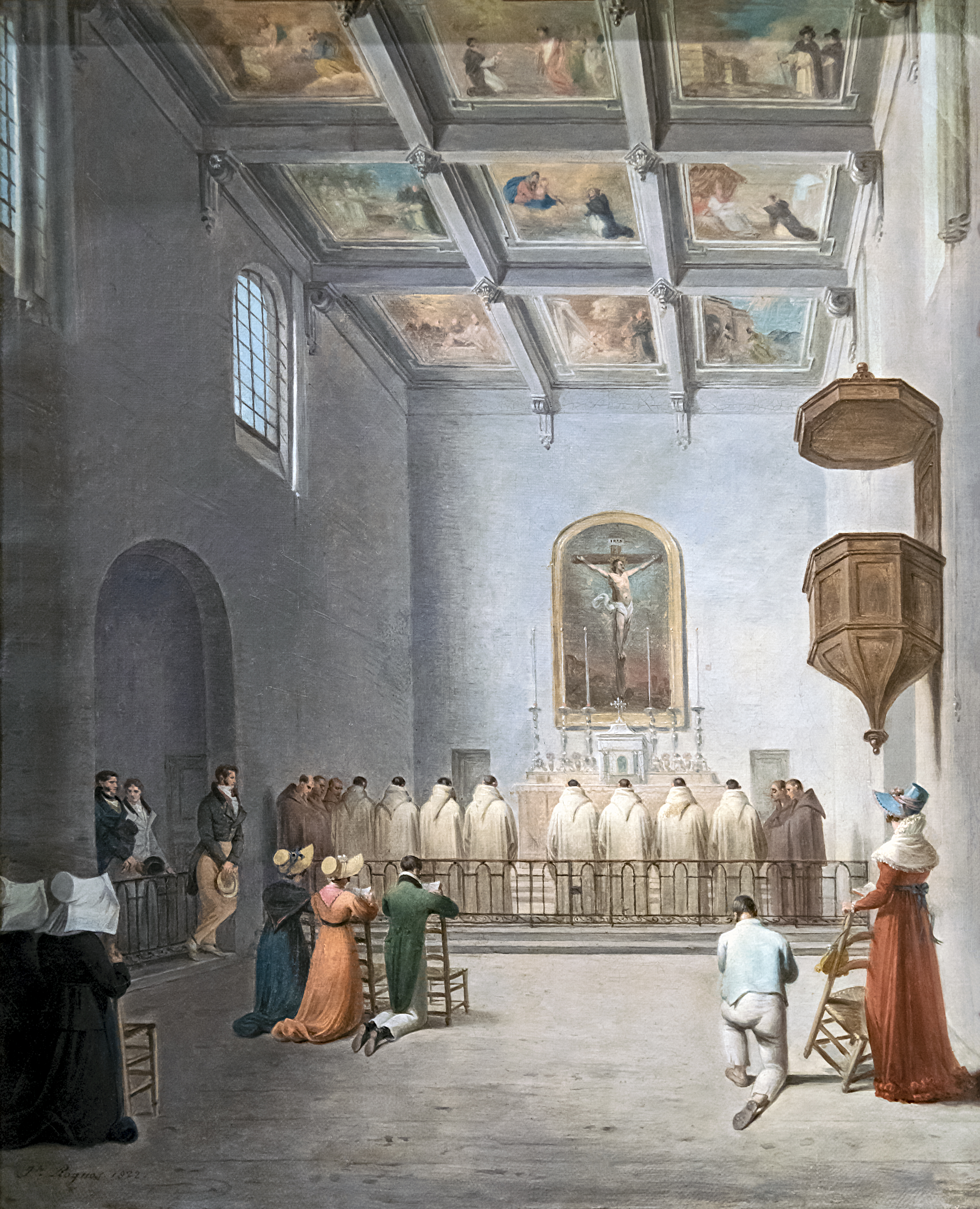
L'intérieur de la chapelle de l'Inquisition 1822, musée du Vieux Toulouse.